# Claude de Lorraine, duc d’Aumale

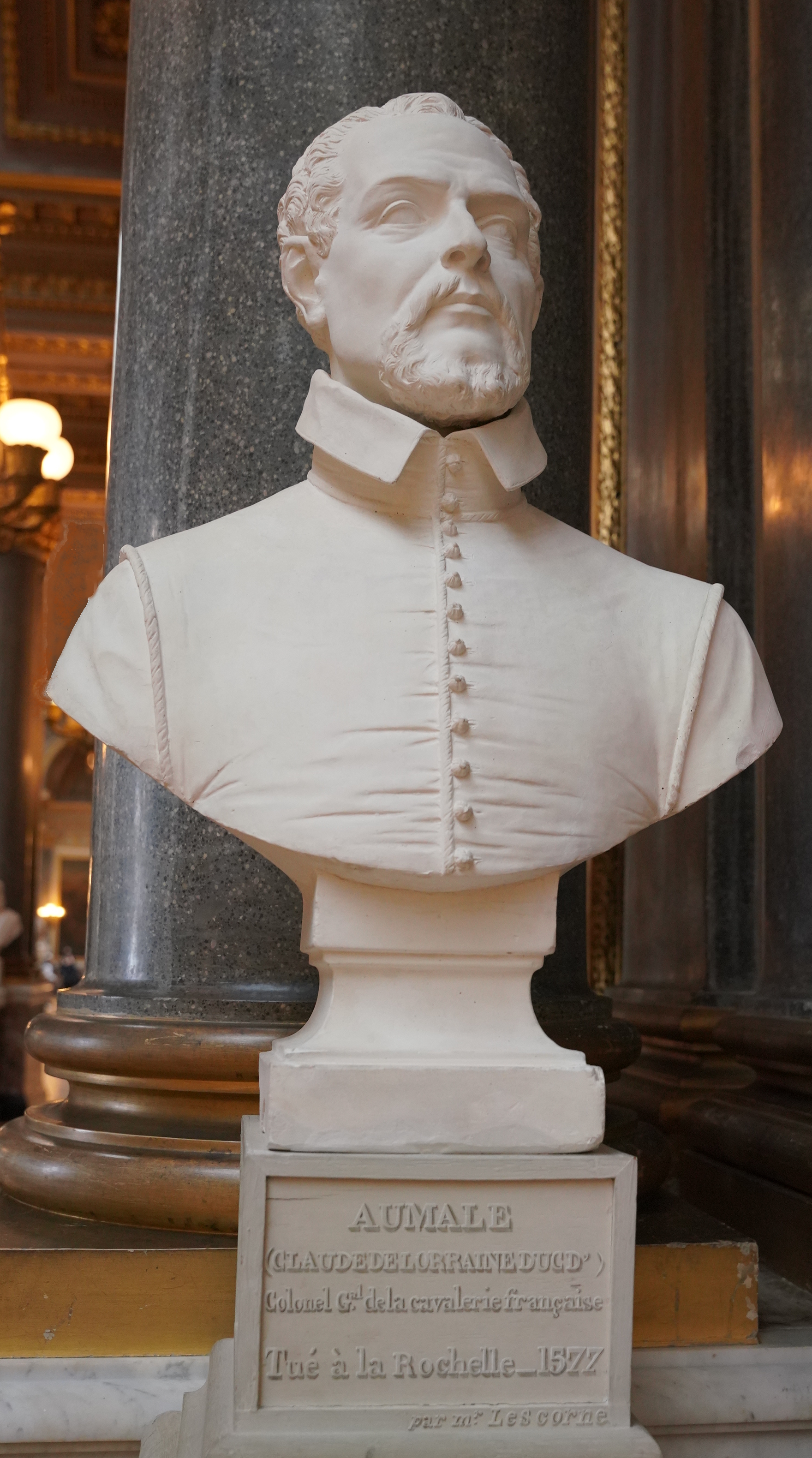
Büste Claudes de Lorraine in der Galerie des Batailles im Schloss Versailles

Claude II. de Lorraine (* 18. August 1526 in Joinville; † 3. März 1573 bei der Belagerung von La Rochelle) war Markgraf von Mayenne und ab 1550 Herzog von Aumale. 

## Leben
Claude de Loraine war der dritte Sohn von Claude de Lorraine, Herzog von Guise und Aumale, und Antoinette de Bourbon. Ab 1548 war er Colonel général der französischen Kavallerie.
Er kämpfte seit 1544 in der Armee von Franz I., Herzog von Lothringen, und nahm an der Belagerung von Boulogne 1545 ebenso teil wie am Feldzug im Piemont 1551 sowie 1552 am Kampf gegen die kaiserlichen Truppen, bei deren Versuch, die Bistümer Metz, Toul und Verdun (Trois-Évêchés) zurückzuerobern (siehe Belagerung von Metz (1552)). Dabei kam er in Gefangenschaft von Albrecht II. Alcibiades auf der Plassenburg, aus der er erst 1555 freikam. Am 8. Januar 1558 nahm er an der Eroberung von Calais teil.
Unter König Heinrich II. war er Gouverneur des Herzogtums Burgund. Er spielte durch die Unterstützung seines Neffen Henri I. de Lorraine, dem Herzog von Guise, eine entscheidende Rolle in der Bartholomäusnacht.
Er begleitete 1573 den damaligen Herzog von Anjou und späteren Heinrich III. von Frankreich bei der Belagerung von La Rochelle, wo er getötet wurde.

## Ehe und Familie
Claude de Lorraine heiratete am 1. August 1547 Louise de Brézé (1521–1577), Tochter von Diane de Poitiers’ und Louis de Brézés, Graf von Maulévrier und Großseneschall der Normandie. Das Paar hatte elf Kinder:
- Henri (* 21. Oktober 1549[3] in Saint-Germain-en-Laye; † August 1559), Comte de Saint-Vallier
- Catherine Romula (* 8. November 1550 in Saint-Germain-en-Laye; † 25. Juni 1606), 1577 Dame d’Honneur der Königin Louise de Lorraine-Vaudémont; ⚭ 11. Mai 1569 Nicolas de Lorraine (* 17. Oktober 1524 in Bar-le-Duc; † 24. Januar 1577 in Nomeny), 1544–1545 Bischof von Metz, 1544–1548 Bischof von Verdun, 1548 Comte de Vaudémont, 1563 Prince de Mercœur, 1569 Duc de Mercœur
- Madeleine Diane (alias Marguerite,* 5. Februar 1554, † jung)
- Charles (* 23. Januar 1556[4]; † 1631 in Brüssel), 1573 Duc d’Aumale, Pair de France, Großjägermeister von Frankreich, Gouverneur von Picardie; ⚭ (Ehevertrag 10. November 1576 mit päpstlichem Dispens) Marie de Lorraine (* 22. August 1555[5]; † um 1605[6]), Tochter von René de Lorraine-Guise, Marquis d’Elbeuf, und Louise de Rieux, Comtesse d’Harcourt
- Diane (* 10. November 1558; † 25. Juni 1586 in Ligny), von 1582 bis 1587 Dame d’Honneur der Königin Louise de Lorraine-Vaudémont; ⚭ 15. November 1576[7] François de Luxembourg († 1638), 1581 Duc de Piney, Pair de France, Prince de Tingry, Comte de Roucy et de Ligny (* um 1542; † 30. September 1613)
- Antoinette (* 9. Juni 1560 in Nancy; † jung), Äbtissin von Faremoutiers
- Antoinette Louise (* 29. September 1561 in Joinville; † 24. August 1643 in Soissons), 1593 Äbtissin zu Soissons
- Antoine (* 1. November 1562; † jung), Comte de Saint-Vallier
- Claude (* 10. Februar 1564[8]; † 3. Januar 1591 in Saint-Denis), genannt  Chevalier d‘Aumale, Malteserordensritter, Abt von Saint-Pere in Chartres, Abt von Le Bec, General der Galeeren der Katholischen Liga
- Marie (* 10. Januar 1565; † 27. Januar 1627), 1579 Äbtissin von Chelles
- Charles (* 24. Dezember 1566; † 7. Mai 1568 in Paris)

Er begründete die Linie Aumale des Hauses Vaudémont, während sein Bruder François de Lorraine, duc de Guise, das Haus Guise als jüngere Linie der seit 1483 regierenden Herzöge von Lothringen fortführte.